# Schwienhagen

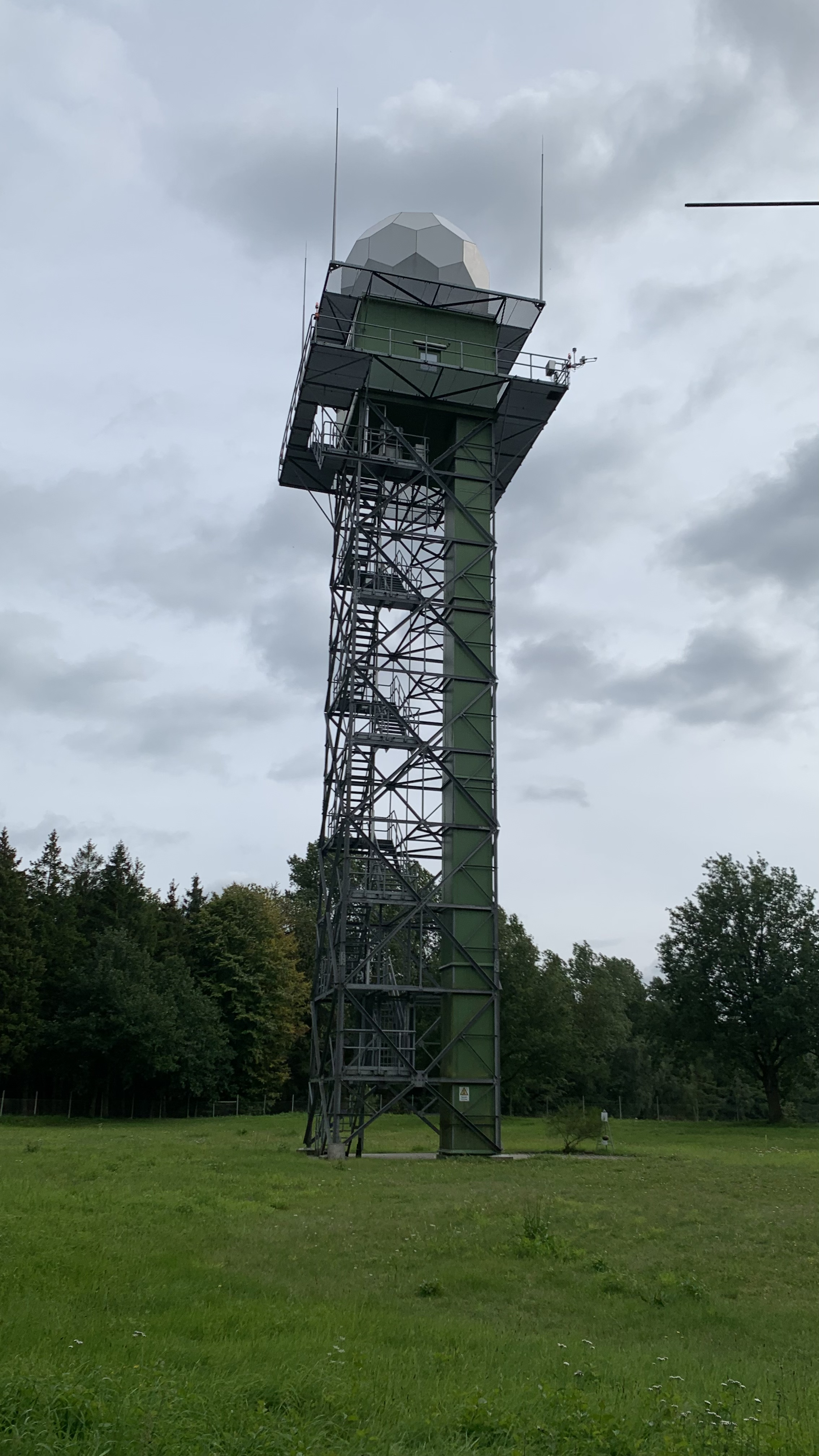
Der Radarturm Fotografiert vom Tor an Latendorferstrasse aus

Der Schwienhagen ist ein knapp 92 Meter hoher Berg und liegt in der schleswig-holsteinischen Gemeinde Boostedt.

## Radarstation
Bis zum 1. Januar 2005 stand auf dem Berg ein 38 m hoher Radarturm der Deutschen Flugsicherung, der gesprengt wurde. Bis zuletzt haben dort nur noch 7 von ursprünglich 27 Mitarbeitern gearbeitet.
2012 wurde ein neuer Radarturm des Deutschen Wetterdienstes gebaut. Dafür wurde eine knapp ein Hektar große Waldfläche gerodet. Damit ist der Turm in Boostedt eine von 17 Radarstationen des DWDs. Der Stahl-Gittermast-Turm ist 30 Meter hoch. Das Radar hat eine Reichweite von 150 Kilometern.